# 阿勒根彦忠
阿勒根彦忠，金朝大臣。又作阿勒根窊产，本名窊合山，女真族，阿勒根氏，亦作阿里侃。

## 生平
阿勒根彦忠好学，通吏事。金熙宗天会十四年（1136年），选充尚书兵部孔目官，升任尚书省令史、右司都事。皇统七年（1147年），改为大理丞，历任会宁少尹、同知会宁府事、尚书吏礼部郎中。完颜亮贞元二年（1154年），升礼部侍郎。常奉命裁决疑难，据法以对，执奏不阿。次年，任御史中丞，历任尚书户部侍郎、侍卫亲军副都指挥使。正隆二年（1157年），担任贺宋正旦使。正隆六年（1161年），升任南京路都转运使。金世宗大定二年（1162年），改为大名尹，兼本路兵马都总管。大定四年（1164年），为刑部尚书。受命规措北边艰食户口。五十二岁去世，追赠荣禄大夫。